# Effectif des équipes à la Coupe des confédérations 2003
Voici la liste des joueurs sélectionnés pour la Coupe des confédérations 2003, en France.

## Groupe A

### Colombie
- Gardiens
  - 1 Óscar Córdoba ( Beşiktaş JK)
  - 12 Juan Carlos Henao ( Once Caldas)
  - 22 Neco Rodríguez ( Corporación Deportiva Envigado Fútbol Club)

- Défenseurs
  - 2 Iván Córdoba ( Inter Milan)
  - 3 Mario Yepes ( FC Nantes)
  - 4 Edgar Ramos ( Independiente Santa Fe)
  - 5 José Mera ( Deportivo Cali)
  - 6 Gerardo Vallejo ( Deportivo Cali)
  - 19 Andrés Mosquera ( Deportivo Cali)
  - 23 Gonzalo Martínez ( SSC Naples)

- Milieux
  - 8 Arnulfo Valentierra ( Once Caldas)
  - 10 Giovanni Hernández ( Deportivo Cali)
  - 11 Elkin Murillo ( Deportivo Cali)
  - 14 Oscar Díaz ( Deportivo Cali)
  - 15 Rubén Velázquez ( Once Caldas)
  - 18 Jorge López Caballero ( Club Deportivo Los Millonarios)
  - 20 Gerardo Bedoya ( Racing Club de Avellaneda)
  - 21 Jairo Patiño ( Deportivo Cali)

- Attaquants
  - 7 Elson Becerra ( Deportes Tolima)
  - 9 Víctor Aristizábal ( Cruzeiro Esporte Clube)
  - 13 Herly Alcazar ( Centauros Villavicencio)
  - 16 Eudalio Arriaga ( Atlético Junior)
  - 17 Martín Arzuaga ( Atlético Junior)

- Sélectionneur : Francisco Maturana

### France
Sélectionneur :  Jacques Santini
| N° | Pos | Nom                 | Date de naissance          | Sélections | Club                |
| -- | --- | ------------------- | -------------------------- | ---------- | ------------------- |
| 1  | GB  | Mickaël Landreau    | 14 mai 1979 (24 ans)       | 1          | Nantes              |
| 2  | DF  | Philippe Mexès      | 30 mars 1982 (21 ans)      | 3          | Auxerre             |
| 3  | DF  | Bixente Lizarazu    | 9 décembre 1969 (33 ans)   | 82         | Bayern Munich       |
| 4  | DF  | Jean-Alain Boumsong | 14 décembre 1979 (23 ans)  | 0          | Auxerre             |
| 5  | DF  | William Gallas      | 17 août 1977 (25 ans)      | 7          | Chelsea             |
| 6  | ML  | Olivier Dacourt     | 25 septembre 1974 (28 ans) | 5          | Leeds United        |
| 7  | ML  | Robert Pirès        | 29 octobre 1973 (29 ans)   | 56         | Arsenal             |
| 8  | DF  | Marcel Desailly     | 7 septembre 1968 (34 ans)  | 104        | Chelsea             |
| 9  | AT  | Djibril Cissé       | 12 août 1981 (21 ans)      | 10         | Auxerre             |
| 10 | ML  | Ludovic Giuly       | 10 juillet 1976 (26 ans)   | 4          | Monaco              |
| 11 | AT  | Sylvain Wiltord     | 10 mai 1974 (29 ans)       | 50         | Arsenal             |
| 12 | AT  | Thierry Henry       | 17 août 1977 (25 ans)      | 46         | Arsenal             |
| 13 | DF  | Mikaël Silvestre    | 9 août 1977 (25 ans)       | 20         | Manchester United   |
| 14 | ML  | Jérôme Rothen       | 31 mars 1978 (25 ans)      | 2          | Monaco              |
| 15 | DF  | Lilian Thuram       | 1er janvier 1972 (31 ans)  | 85         | Juventus            |
| 16 | GB  | Fabien Barthez      | 28 juin 1971 (31 ans)      | 57         | Manchester United   |
| 17 | ML  | Olivier Kapo        | 27 septembre 1980 (22 ans) | 3          | Auxerre             |
| 18 | ML  | Benoît Pedretti     | 12 novembre 1980 (22 ans)  | 4          | Sochaux             |
| 19 | DF  | Willy Sagnol        | 18 mars 1977 (26 ans)      | 14         | Bayern Munich       |
| 20 | AT  | Steve Marlet        | 10 janvier 1974 (29 ans)   | 14         | Fulham              |
| 21 | ML  | Ousmane Dabo        | 8 février 1977 (26 ans)    | 0          | Atalanta Bergamasca |
| 22 | ML  | Sidney Govou        | 27 juillet 1979 (23 ans)   | 5          | Olympique lyonnais  |
| 23 | GB  | Grégory Coupet      | 31 décembre 1972 (30 ans)  | 3          | Olympique lyonnais  |

### Japon
- Gardiens
  - 1 Seigo Narazaki ( Nagoya Grampus Eight)
  - 12 Yoichi Doi ( FC Tokyo)
  - 23 Yoshikatsu Kawaguchi ( Portsmouth FC)

- Défenseurs
  - 2 Akira Narahashi ( Kashima Antlers)
  - 3 Yutaka Akita ( Kashima Antlers)
  - 4 Ryuzo Morioka ( Shimizu S-Pulse)
  - 14 Alessandro dos Santos ( Shimizu S-Pulse)
  - 17 Tsuneyasu Miyamoto ( Gamba Osaka)
  - 21 Keisuke Tsuboi ( Urawa Red Diamonds)
  - 22 Nobuhisa Yamada ( Urawa Red Diamonds)

- Milieux
  - 5 Jun'ichi Inamoto ( Fulham FC)
  - 6 Toshihiro Hattori ( Júbilo Iwata)
  - 7 Hidetoshi Nakata ( Parme FC)
  - 8 Mitsuo Ogasawara ( Kashima Antlers)
  - 10 Shunsuke Nakamura ( Reggina Calcio)
  - 11 Daisuke Matsui ( Kyoto Purple Sanga)
  - 13 Daisuke Oku ( Yokohama F. Marinos)
  - 15 Tomokazu Myojin ( Kashiwa Reysol)
  - 16 Kōji Nakata ( Kashima Antlers)
  - 19 Yasuhito Endō ( Gamba Osaka)

- Attaquants
  - 9 Yoshito Okubo ( Cerezo Osaka)
  - 18 Yuichiro Nagai ( Urawa Red Diamonds)
  - 20 Naohiro Takahara ( Hambourg SV)

- Sélectionneur :  Zico

### Nouvelle-Zélande
- Gardiens
  - 1 Jason Batty ( Caversham AFC)
  - 12 Michael Utting ( Football Kingz)
  - 23 Mark Paston ( Napier City Rovers)

- Défenseurs
  - 2 Duncan Oughton ( Columbus Crew)
  - 3 Dave Mulligan ( Barnsley FC)
  - 4 Chris Zoricich ( Newcastle United Jets)
  - 5 Danny Hay ( Walsall FC)
  - 6 Gavin Wilkinson ( Portland Timbers)
  - 18 Scott Smith ( Kingstonian FC)
  - 20 Gerard Davis (sans club)
  - 14 Ryan Nelsen ( D.C. United)

- Milieux
  - 7 Ivan Vicelich ( Roda JC)
  - 8 Aaran Lines ( Ruch Chorzów)
  - 9 Mark Burton ( Football Kingz)
  - 10 Chris Jackson ( Football Kingz)
  - 17 Raffaele de Gregorio ( Football Kingz)
  - 19 Simon Elliott ( Los Angeles Galaxy)
  - 21 Noah Hickey ( Tampere United)
  - 22 Michael Wilson ( université Stanford)

- Attaquants
  - 11 Chris Killen ( Oldham Athletic)
  - 13 Christian Bouckenooghe ( KSK Renaix)
  - 15 Shane Smeltz ( Adélaïde City)
  - 16 Vaughan Coveny ( South Melbourne)

- Sélectionneur : Mick Waitt

## Groupe B

### Brésil
- Gardiens
  - 1 Dida ( Milan AC)
  - 12 Júlio César ( CR Flamengo)
  - 23 Fábio ( CR Vasco da Gama)

- Défenseurs
  - 2 Juliano Haus Belletti ( Villarreal CF)
  - 3 Lúcio ( Bayer Leverkusen)
  - 4 Juan ( Bayer Leverkusen)
  - 6 Gilberto ( Grêmio)
  - 13 Maurinho ( Cruzeiro)
  - 14 Fábio Luciano ( Corinthians)
  - 15 Edu Dracena ( Olympiakos Le Pirée)
  - 16 Kleber ( Corinthians)

- Milieux
  - 5 Emerson ( AS Rome)
  - 8 Kléberson ( Manchester United)
  - 10 Ricardinho ( São Paulo FC)
  - 11 Gil ( Corinthians)
  - 17 Eduardo Costa ( FC Girondins de Bordeaux)
  - 18 Dudu Cearense ( Vitória)
  - 19 Carlos Adriano de Souza Vieira ( Clube Atlético Paranaense)
  - 20 Alex ( Cruzeiro)

- Attaquants
  - 7 Ronaldinho ( Paris Saint-Germain)
  - 9 Adriano Leite Ribeiro ( Parme FC)
  - 21 Araujo Ilan ( Clube Atlético Paranaense)
  - 22 Luís Fabiano ( São Paulo FC)

- Sélectionneur : Carlos Alberto Parreira

### Cameroun
- Gardiens
  - 1 Idriss Carlos Kameni ( AS Saint-Étienne)
  - 12 Eric Kwekeu ( Bamboutos)
  - 23 André-Joël Eboué ( Stade Beaucairois)

- Défenseurs
  - 2 Bill Tchato ( Montpellier HSC)
  - 3 Jean-Joël Perrier-Doumbé ( AJ Auxerre)
  - 4 Rigobert Song ( RC Lens)
  - 5 Timothée Atouba ( FC Bâle)
  - 6 Pierre Njanka ( RC Strasbourg)
  - 13 Lucien Mettomo ( FC Kaiserslautern)
  - 15 Gustave Bahoken ( Livingston FC)

- Milieux
  - 7 Modeste M'Bami ( CS Sedan-Ardennes)
  - 8 Geremi Njitap ( Middlesbrough FC)
  - 10 Achille Emana ( Toulouse FC)
  - 14 Joël Epalle ( Aris FC)
  - 16 Valery Mezague ( Montpellier HSC)
  - 17 Marc-Vivien Foé ( Manchester City) "† 26 juin 2003 à l'âge de 28 ans"
  - 19 Eric Djemba-Djemba ( FC Nantes)
  - 20 Nana Falemi ( Steaua Bucarest)

- Attaquants
  - 9 Samuel Eto'o ( Real Majorque)
  - 11 Pius N'Diefi ( CS Sedan-Ardennes)
  - 18 Mohammadou Idrissou ( Hannover 96)
  - 21 Joseph-Désiré Job ( Middlesbrough FC)
  - 22 Parfait Ngon Adjam ( Canon Yaoundé)

- Sélectionneur :  Winfried Schäfer

### États-Unis
- Gardiens
  - 1 Joe Cannon ( RC Lens)
  - 18 Tim Howard ( MetroStars)
  - 19 Marcus Hahnemann ( Reading FC)

- Défenseurs
  - 3 Gregg Berhalter ( Energie Cottbus)
  - 5 Greg Vanney ( SC Bastia)
  - 6 Steve Cherundolo ( Hannover 96)
  - 12 Carlos Bocanegra ( Chicago Fire)
  - 16 Danny Califf ( Los Angeles Galaxy)
  - 23 Cory Gibbs ( FC Sankt Pauli)

- Milieux
  - 2 Frankie Hejduk ( Columbus Crew)
  - 4 Pablo Mastroeni ( Colorado Rapids)
  - 7 Eddie Lewis ( Preston North End FC)
  - 8 Earnie Stewart ( D.C. United)
  - 11 Clint Mathis ( MetroStars)
  - 13 Kyle Martino ( Columbus Crew)
  - 14 Chris Armas ( Chicago Fire)
  - 15 Bobby Convey ( D.C. United)
  - 17 DaMarcus Beasley ( Chicago Fire)
  - 22 Chris Klein ( Kansas City Wizards)

- Attaquants
  - 9 Jovan Kirovski ( Birmingham City FC)
  - 10 Landon Donovan ( San Jose Earthquakes)
  - 20 Taylor Twellman ( New England Revolution)
  - 21 Jeff Cunningham ( Columbus Crew)

- Sélectionneur : Bruce Arena

### Turquie
- Gardiens
  - 1 Rüştü Reçber ( Fenerbahçe SK)
  - 12 Ömer Çatkıç ( Gaziantepspor)
  - 23 Murat Şahin ( Adanaspor AS)

- Défenseurs
  - 2 Fatih Sonkaya ( Roda JC)
  - 3 Bülent Korkmaz ( Galatasaray SK)
  - 4 Fatih Akyel ( Fenerbahçe SK)
  - 5 Alpay Özalan ( Aston Villa)
  - 6 Ergün Penbe ( Galatasaray SK)
  - 13 Ahmet Yıldırım ( Beşiktaş JK)
  - 14 Deniz Barış ( Gençlerbirliği)
  - 15 İbrahim Üzülmez ( Beşiktaş JK)
  - 17 Servet Çetin ( Fenerbahçe SK)

- Milieux
  - 7 Serkan Balcı ( Gençlerbirliği)
  - 8 Volkan Arslan ( Kocaelispor)
  - 20 Selçuk Şahin ( İstanbulspor A.Ş.)
  - 21 İbrahim Toraman ( Gaziantepspor)
  - 22 Gökdeniz Karadeniz ( Trabzonspor)

- Attaquants
  - 9 Tuncay Şanlı ( Fenerbahçe SK)
  - 10 Yıldıray Baştürk ( Bayer Leverkusen)
  - 11 Nihat Kahveci ( Real Sociedad)
  - 16 Okan Yılmaz ( Bursaspor)
  - 18 Hüseyin Kartal ( Ankaragücü)
  - 19 Necati Ateş ( Adanaspor AS)

- Sélectionneur : Şenol Güneş